# Christian Butter
Christian Butter (* 20. Februar 1938 in Meißen; † vor oder am 12. September 2024 in Eisenach) war ein deutscher Maler und Grafiker.

## Leben und Werk
Butter absolvierte von 1952 bis 1957 in Meißen eine Lehre als Porzellanmaler. Von 1957 bis 1962 studierte er Malerei bei Erich Fraaß und Rudolf Bergander an der Hochschule für Bildende Künste Dresden. Seit dem Diplomabschluss arbeitete er als freischaffender Künstler in Eisenach. Er hatte eine bedeutende Zahl von Einzelausstellungen und Ausstellungsbeteiligungen in Deutschland und im Ausland, so in Japan, Mexico, Ungarn, Litauen und Polen.
Butter benutzte und beherrschte vielerlei Ausdrucksformen, Materialien und Techniken, von Feder- und Bleistiftzeichnung, Aquarell, Radierung, Öl, Miniatur-Porzellanmalerei bis zur Herstellung von Emaille-Schmuck. Seine Bilder zeigen vielfach Landschaftsansichten und Stillleben.
Butter unterhielt enge Verbindung zum Thüringer Museum Eisenach, das u. a. zwei seiner Ölgemälde mit Eisenacher Marktansichten erwarb. Bilder Butters befinden sich auch im Kunstarchiv Beeskow.
Butter war mit der Kunstlehrerin Hannelore Butter verheiratet. Eine Künstlerfreundschaft verband ihn u. a. mit Jost Heyder.

## Mitgliedschaften
- 1963 bis 1990: Verband Bildender Künstler der DDR
- Verband Bildender Künstler Thüringen e. V.

## Rezeption
„Christian Butters Werk ist geprägt durch Vielfalt und Perfektion verschiedener Techniken. Seine Landschaftsmalereien, insbesondere die auf den Reisen in südliche Länder entstandenen Bilder, strahlen heitere Gelassenheit und kraftvolle Lebendigkeit aus, während anderen wiederum eine stille Melancholie innewohnt. In den Stillleben verbinden sich Präzision und Klarheit, in der Portrait-Malerei ist nicht selten ein feiner Humor zu erkennen, der Christian Butters zutiefst menschliche Anteilnahme und Wertschätzung verdeutlicht.“

## Werke (Auswahl)
- Sowjetische Freunde besuchen die Porzellansammlung (Öl)[4]
- Kinderfasching (Öl, 1977; ausgestellt auf der VIII. Kunstausstellung der DDR)
- Stillleben mit Fisch (Öl, 1976; ausgestellt auf der VIII. Kunstausstellung der DDR)
- Das Fest der Preisträger (Öl, 1982; ausgestellt auf der IX. Kunstausstellung der DDR)

## Ausstellungen (unvollständig)

### Einzelausstellungen der jüngsten Zeit
- 2018/2019: Eisenach, Predigerkirche („Christian Butter. Malerei und Graphik. Zum 80. Geburtstag.“)

### Beteiligung  an zentralen Ausstellungen in der DDR
- 1977/1978 und 1982/1983: Dresden, VIII. und IX. Kunstausstellung der DDRS
- 1986: Fürstenwalde („Miniaturen in der DDR“)